# 茂木警察署

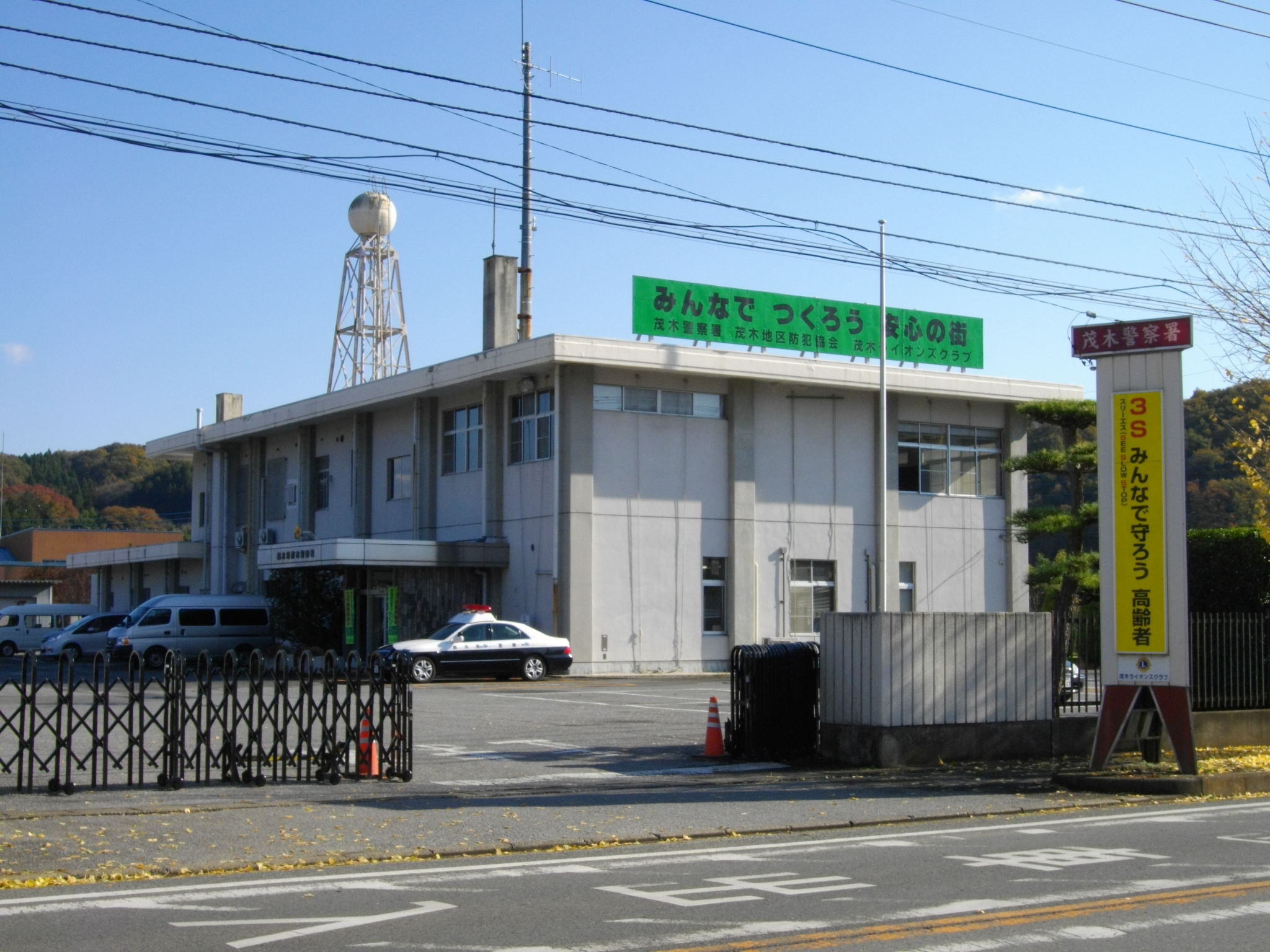
茂木警察署

茂木警察署（もてぎけいさつしょ）は、栃木県警察が管轄する警察署の一つである。

## 管轄区域
- 芳賀郡茂木町、市貝町

## 所在地
- 栃木県芳賀郡茂木町大字茂木209番地2

## 沿革
- 1877年（明治10年）2月：宇都宮警察署茂木分署として発足
- 1926年（大正15年）7月：茂木警察署に独立
- 1981年（昭和56年）4月：現在地に新築移転

## 交番
なし

## 駐在所

### 茂木町
- 飯野駐在所（芳賀郡茂木町大字飯野458番地2）
- 千本駐在所（芳賀郡茂木町大字千本613番地1）
- 逆川駐在所（芳賀郡茂木町大字飯2037番地2）

### 市貝町
- 続谷駐在所（芳賀郡市貝町大字続谷361番地1）
- 市塙駐在所（芳賀郡市貝町大字市塙1695番地10）
- 赤羽駐在所（芳賀郡市貝町大字赤羽2648番地1）

## 主な未解決事件
- 1996年4月21日に芳賀郡市貝町多田羅の竹林で布団袋に入れられた中年男性の他殺遺体が発見された事件。被害者の似顔絵は公開されているが、未だに身元判明には至っていない。